# Immigrato (singolo)
Immigrato è un singolo discografico del cantautore e comico italiano Checco Zalone pubblicato il 6 dicembre 2019. È la colonna sonora del film Tolo Tolo.

## Video musicale
Racconta la giornata di un italiano medio (Checco) a cui un immigrato africano, interpretato dall'attore Maurizio Bousso, chiede continuamente l'elemosina, al supermercato, al distributore di benzina e al semaforo. Tornato a casa, Checco ritrova a sorpresa lo stesso immigrato — con un gioco di parole — "senza permesso nel soggiorno" e in compagnia della moglie (interpretata da Emanuela Fanelli). Quando l'italiano chiede all'immigrato come mai abbia scelto lui anziché i suoi conoscenti stranieri, egli, con le mani alzate, risponde: «Prima l'italiano!».